# San José de Oro
San José de Oro es un barrio urbano   del municipio filipino de cuarta categoría de Araceli perteneciente a la provincia  de Paragua en Mimaro,  Región IV-B.
En 2007 San José de Oro contaba con 604 residentes.

## Geografía
El municipio insular de Araceli se encuentra situado en isla de Dumarán,  ocupando la parte nordeste de la isla, separado por el canal de Dumarán de la isla de  La Paragua, considerada continental.
Linda al norte con la bahía de Bentouán;  al sur y oeste con el municipio de Dumarán; y al este con Mar de Joló frente a las islas de Dalanganem.
Este barrio costero se sitúa al oeste del  municipio.
Su término linda al norte con el mar de Joló, bahía de Taloto, frente a la isla de Cactucao;
al sur con el barrio de Balogo; 
al  este con el barrio de  Taloto;
y al oeste con los  barrios de Mauringuen y de Malduldulón.

### Demografía
El barrio  de San José de Oro contaba  en mayo de 2010 con una población de 688 habitantes.

## Historia
La misión de Dumarán formaba parte de la provincia española de  Calamianes, una de las 35 del archipiélago Filipino, en la parte llamada de Visayas. Pertenecía a la audiencia territorial  y Capitanía General de Filipinas, y en lo espiritual a la diócesis de Cebú.